# Palais Dietrich
Koordinaten: 51° 50′ 17,3″ N, 12° 14′ 44,2″ O

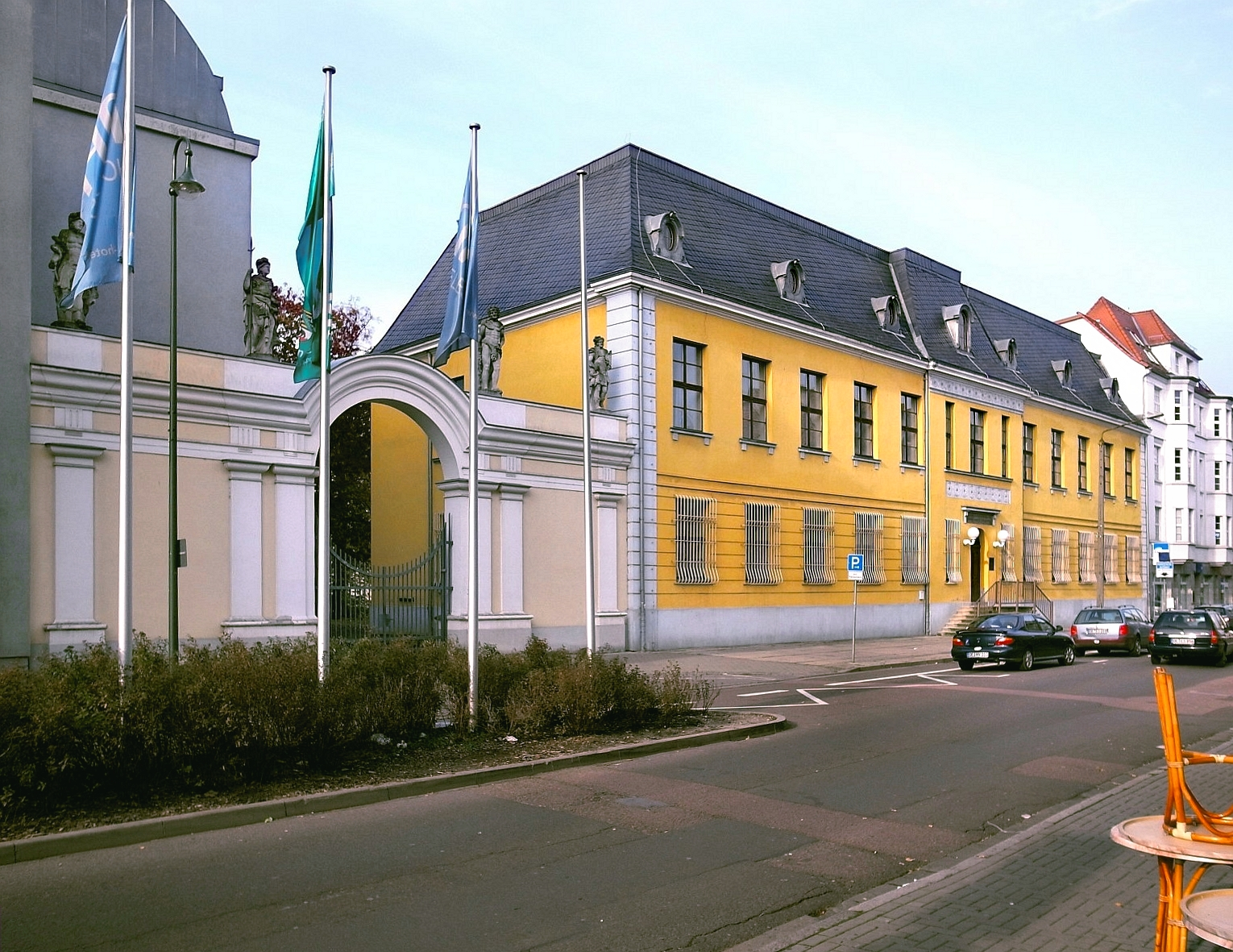
Palais Dietrich

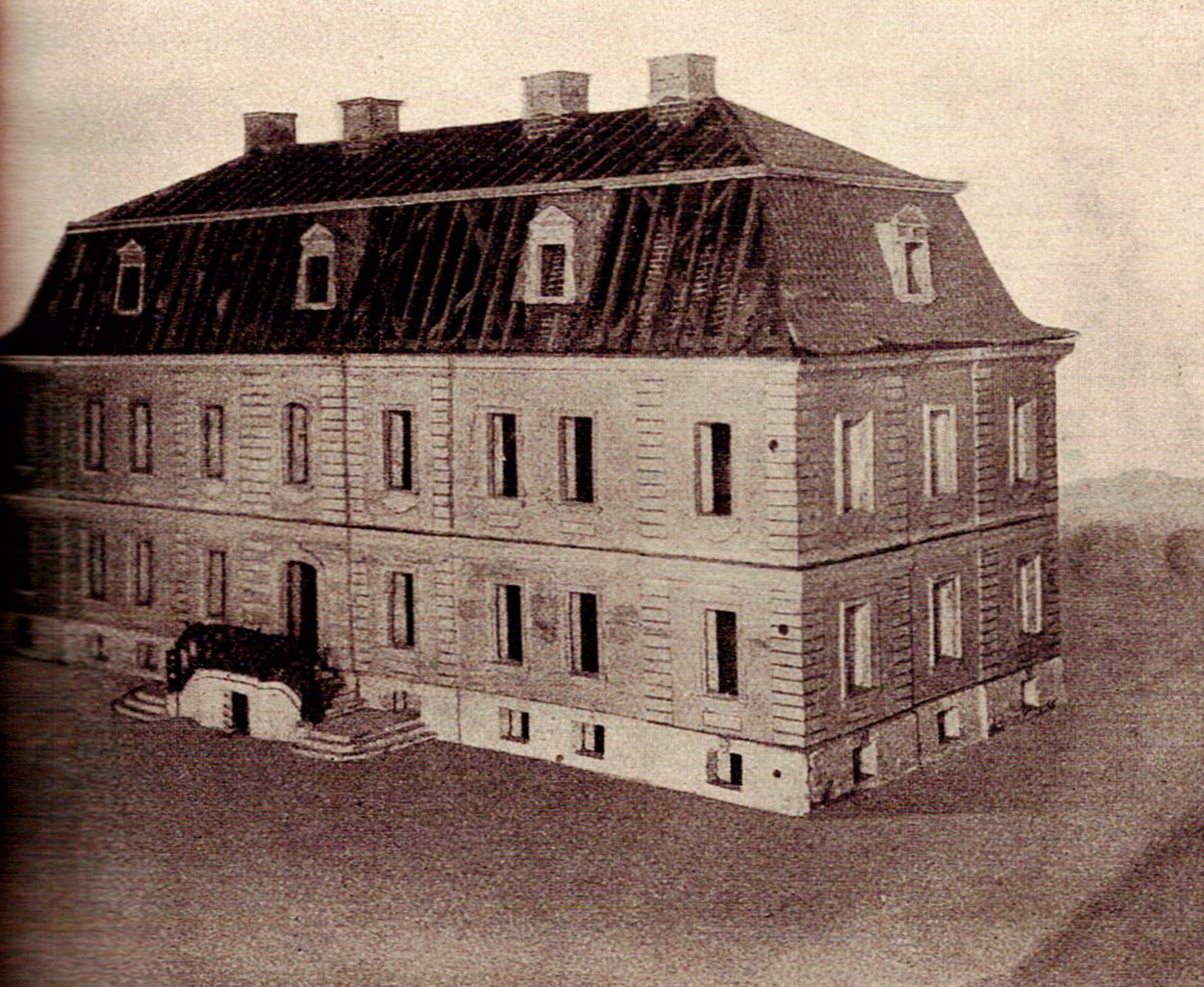
Architekturmodell als Lehrmittel des Philanthropinums. Es wurde fälschlich für Palais Dietrich gehalten, stellt aber Schloss Großkühnau dar.

Das Palais Dietrich ist ein Gebäude aus dem 18. Jahrhundert in der Zerbster Straße 35 in der früheren Altstadt von Dessau.
Fürst Leopold ließ das Gebäude 1747 bis 1752 für seinen Sohn, Dietrich von Anhalt-Dessau (1702–1769), bauen.

## Gebäude
Das zweigeschossige Haus mit Mansarddach ruht auf Fundamenten aus Feldsteinen und in Lehm versetzten Mauersteinen. Die Tiefe der Fundamente beträgt nur 50 bis 60 cm. Die Fassade weist einen stark hervortretenden Mittelrisalit auf, dessen drei mittlere Fensterachsen nochmals abgesetzt sind. Eine zweiseitige Freitreppe, welche 1930 angebaut wurde, führt zum rundbogigen Mittelportal, das von einer Ädikula mit Segmentbogengiebel umrahmt wird. Um 1820 wurden das Dach und die Fassade baulich verändert. 1972/73 wurde die mit barocken Sandsteinfiguren bekrönte Tordurchfahrt an der Zerbster Straße abgerissen. Lediglich die Steinfiguren wurden sichergestellt. Von 1986 bis 1996 wurde das Haus rekonstruiert. Seit dem Herbst 2020 wird das Gebäude saniert, Teile der im Palais befindlichen Bestände wurden solange im Alten Wasserturm und im Depot in Roßlau untergebracht.

## Nutzung
Nach seiner Fertigstellung 1752 war das Gebäude Stadtresidenz von Prinz Dietrich. Nach dessen Tod 1769 ging das Gebäude in den Besitz des Fürsten Franz über. 1777 stellte dieser Teile des Palais dem Philanthropinum zur Verfügung. Von 1780 bis 1793 nutzte die Schule das gesamte Palais.
Danach zog für ein Jahr die Schwester des Prinzen Dietrich, Prinzessin Henriette Amalie, ein. Nach ihrem Tod beherbergte das Gebäude die nach ihr benannte Amalienstiftung. Deren Gemäldesammlung konnte aber erst nach 1815 im Obergeschoss untergebracht werden. 1927, nach der Überführung der Gemälde in die neu errichtete Anhaltische Gemäldegalerie, wurde auch das Obergeschoss in Wohnungen umgebaut. Als eines von wenigen historischen Häusern überstand das Palais Dietrich den Zweiten Weltkrieg fast unbeschadet. Nach dem Krieg wurde es als Standort des Hauptmann-Loeper-Gymnasiums genutzt, welches in Goethe-Oberschule III und später in Philanthropinum umbenannt wurde. Aufgrund Platzmangels zog die Schule 1950 aus dem Gebäude aus, welches bis 1962 als Haus der Deutsch-Sowjetischen Freundschaft und von 1962 bis 1972 als Betriebsberufsschule des Waggonbau Dessau genutzt wurde. Vom 7. Oktober 1972 bis 1986 war es als Kreis-Jugend-Klubhaus Majakowski Ort für Veranstaltungen und Diskotheken. 1986 übernahm die Stadtbibliothek Dessau den Bau, um die Bestände der ehemaligen Landesbücherei, heute Wissenschaftliche Bibliothek der Anhaltischen Landesbücherei Dessau, aufzunehmen. Die Hauptbibliothek der Landesbücherei befindet sich im Palais Waldersee.